# Yang Zhongjian
Pour les articles homonymes, voir Yáng (杨 ou 楊).
Dans ce nom, le nom de famille, Yang, précède le nom personnel.
Chung Chien Young, C. C. Young
Yang Zhongjian (chinois simplifié : 杨锺健 ; chinois traditionnel : 楊鍾健 ; pinyin : Yáng Zhōngjiàn ; prénom social Keqiang 克强 ; également connu sous le nom de Chung Chien Young ou C. C. Young) est un paléontologue chinois, né en 1897 à Huaxian, dans la province du Shaanxi et mort en 1979. Il est considéré comme le père de la paléontologie des vertébrés chinoise.
Yang est diplômé du département de géologie de l’université de Pékin en 1923 et reçoit un doctorat à l’université de Munich. Il enseigne dans le service de géologie de l’université de Pékin et à l’université du nord-ouest de Xi'an. Il participe à la création de l’institut de paléontologie et de paléoanthropologie des vertébrés de Pékin qui abrite l’une des plus riches collections du monde. Il dirige cette institution ainsi que le muséum d’histoire naturelle de Pékin.
Yang dirige les collectes et les recherches sur les dinosaures en Chine de 1933 aux années 1970. Il supervise les découvertes parmi les plus importantes des fossiles de l’histoire, comme les prosauropodes Lufengosaurus et Yunnanosaurus, l’ornithopode Tsintaosaurus et le gigantesque sauropode Mamenchisaurus ainsi que le premier stégosaure chinois Chialingosaurus. En 1973, il décrit le squelette de Vjushkovia sinensis.

## Hommages
En 2007, Lu et ses collègues décrivent la deuxième espèce du genre Yunnanosaurus qu'ils nomment Y. youngi en hommage à C. C. Young plus de cinquante ans après la description en 1942 de l'espèce type, Y. huangi, par C. C. Young lui-même.
D'autre part, au moins deux genres fossiles pourraient se référer à son prénom, Zhongjian, et une espèce à son patronyme transcrit « Yang » : Zhongjianichthys (Shu (d), 2003)[réf. souhaitée], Zhongjianosaurus et Z. yangi (Xu & Qin, 2017). 
En 1985, les paléontologues russes Nikolaï N. Kalandadze (d) et Andreï G. Sennikov (d) érigent le nouveau genre Youngosuchus pour V. sinensis en lui donnant le nom de Young.